# Малат-дегидрогеназа (ФЕП-карбоксикиназный путь)
Малат-дегидрогеназа (ФЕП-карбоксикиназный путь) (ЕС 1.1.1.38) является ферментом , катализирующим следующую химическую реакцию:
(S)-малат + НАД+ ↔ пируват + СО2 + НАДН
Таким образом, этот фермент имеет два субстрата: (S)-малат и НАД+, и в ходе реакции образуются пируват, СО2 и НАДН.
Этот фермент принадлежит к семейству оксидоредуктаз, в частности, действующих на СН-ОН группу донора, с НАД+ или НАДФ+ в качестве акцептора. Систематическое название этого фермента - (S)-малат:НАД+ оксидоредуктаза  (декарбоксилирующая оксалоацетат). Другие общеиспользуемые названия: малик-энзим, пируват-малат карбоксилаза, НАД+-зависимый малик-энзим, НАД+-малик-энзим, и НАД+-ассоциированный малик-энзим. Этот фермент участвует в метаболизме пирувата.

## Исследования структуры
К концу 2007 года, были расшифрованы 6 четвертичных структур для этого класса ферментов, с PDB-номерами: 1DO8, 1EFK, 1EFL, 1GZ3, 1LLQ, 1O0S, 1PJ2, 1PJ3, 1PJ4, 1PJL, 1QR6, 1WW8, и 2DVM.